# Nguyễn Thế Anh
Nguyễn Thế Anh (ur. 5 listopada 1987) – wietnamski zapaśnik w stylu wolnym.
Złoty medalista igrzysk Azji Południowo-Wschodniej w 2009, 2011 i 2013 roku. Zajął 42 miejsce na mistrzostwach świata w 2007. Trzy starty w mistrzostwach Azji, jedenasty w 2009 i 2014 roku.